# Cambra de Comerç i Indústria (Lleida)
Cambra de Comerç i Indústria és un edifici de Lleida protegit com a bé cultural d'interès local.

## Descripció
Es tracta d'un immoble de planta baixa, entresòl i sis plantes. A la planta baixa hi ha locals comercials, a l'entresòl la sala d'actes i les oficines de la cambra de comerç. Les sis plantes restants estan ocupades per dotze habitatges.
En estudiar la façana s'observa que a cada banda hi ha obertures de mida diferent. A la façana sud que dona a la plaça hi ha finestres grans, mentre que a la façana oest que dona al carrer presenta finestres estretes i allargades. Les façanes són aplacades de pedra i assenyalen les lloses de formigó del forjat a les façanes.
Un balcó corregut al nivell de la cinquena planta, juntament amb la façana visual que creen les finestres de l'entresòl lliguen les dues façanes.